# Léon Ollé-Laprune
Léon Ollé-Laprune (Parigi, 25 luglio 1839 – Parigi, 13 febbraio 1898) è stato un filosofo francese.

## Biografia
Nato in una famiglia originaria in una zona di confine tra la Guascogna e la Linguadoca, fu educato nei principi tradizionali cattolici ed entrò all'École Normale Supérieure nel 1858, diplomandosi in arte pochi anni dopo. Fra i suoi alunni si annoverano Emil Durkheim, Henri Bergson, Maurice Blondel e Jean Jaurès.
Nel 1862, affascinato dal pensiero teologico e filosofico del teologo Auguste Joseph Alphonse Gratry, iniziò ad approfondirne gli studi, fino a maturare una profonda preparazione teoretica.
Ha lasciato un'ottima monografia su Nicolas Malebranche e su Aristotele.
La sua profonda preparazione teoretica si evince nel suo scritto migliore: Le prix de la vie (Il valore della vita, 1894), dove indica nella risoluzione dei problemi filosofici ed esistenziali proprio la fede cristiana. In particolare la connessione con la fede è tanto più valida quanto più forte è l'autonomia essenziale, posizione molto vicina al cosiddetto metodo dell'immanenza. Punti critici di questa autonomia filosofica sono il primato della volontà e l'introspezione: la prima fa sì che la pratica del bene è la condizione primaria della conoscenza e la seconda consente di acquisire le prime conoscenze irrinunciabili.
La sua fede conclamata in un periodo di accresciuto vigore delle forze anticlericali nella Francia della fine del XIX secolo in aggiunta alla sua morte improvvisa nel 1898 all'apice della carriera, ha fatto sì che la sua filosofia sia rimasta in parte misconosciuta.

## Opere
- La Philosophie de Malebranche, 1870
- Essai sur la morale d'Aristote, 1881
- La philosophie et le temps présent, 1890
- Prix de la vie, 1894
- Ce qu'on va chercher à Rome, 1895
- La Vitalité chrétienne, 1901 (postumo)
- Omnia instaurare in Christo, 1901 (postumo)
- La raison et le rationalisme, 1907 (corso pubblicato postumo)